# Grand Theatre (Leeds)
Le Grand Théâtre de Leeds (Leeds Grand Theatre et Leeds Grand Theatre and Opera House en anglais) est un théâtre et un opéra dans le centre de Leeds, West Yorkshire, Angleterre. Il a été conçu par James Robinson Watson, chef adjoint au bureau de l'architecte de Leeds George Corson, et a ouvert le 18 novembre 1878. L'extérieur est dans un mélange de roman et de Scottish baronial style, tandis que l'intérieur présente des motifs gothiques comme des voûtes en éventail ou des colonnes de cloître. Le théâtre est classé en Grade II*. Il peut accueillir environ 1 500 personnes. C'est le siège principal de Opera North.